# Вилануова сул Клизи
Вилануо̀ва сул Клѝзи (на италиански: Villanuova sul Clisi, на източноломбардски: Elanöa, Еланьоа) е градче и община в Северна Италия, провинция Бреша, регион Ломбардия. Разположено е на 216 m надморска височина. Населението на общината е 5856 души (към 2011 г.).